# Hideharu Mijahira
Hideharu Mijahira, japonski smučarski skakalec in trener, * 21. december 1973, Otaru, Hokkaido, Japonska. 
Mijahira je na tekmah svetovnega pokala nastopal med letoma 1994 in 2006, torej 13 sezon. Bil je dober skakalec in še boljši letalec, edino zmago je dosegel na velikanki v Planici. 

## Tekmovalna kariera
Skakati je začel leta 1983. V svetovnem pokalu je prvič nastopil v sezoni 1993/94 v Saporu, kjer je bil 40. Prve točke je dobil v sezoni 1996/97, ko je bil 15. v finskem Kuusamu. Za Mijahiro je bila najbolj uspešna sezona 1998/99; prvič je stal na zmagovalnem odru na tretji tekmi Novoletne turneje v Innsbrucku, ko je osvojil tretje mesto, dosežek pa je ponovil še na tekmi v Bischofshofnu. Nato je na svetovnem prvenstvu v Ramsauu posamično osvojil srebro na veliki in bron na mali skakalnici, z japonsko ekipo pa je bil še srebrn. Na zaključku sezone pa je zmagal na poletih v Planici. 
Skupaj je v svetovnem pokalu osvojil 10 stopničk, od tega eno zmago, štiri druga in pet tretjih mest. Na svetovnem prvenstvu v Val di Fiemmu leta 2003 je z ekipo osvojil srebrno medaljo.
Mijahira je športno kariero zaključil v sezoni 2005/06, po tem ko se ni več udeleževal tekem najvišjega ranga. 

## Dosežki v svetovnem pokalu

### Uvrstitve po sezonah
| Sezona  | Skupno | Poleti | JP  | Novoletna | Nordijska |
| ------- | ------ | ------ | --- | --------- | --------- |
| 1993-94 | –      | –      | N/A | –         | N/A       |
| 1994-95 | –      | –      | N/A | –         | N/A       |
| 1995-96 | –      | –      | –   | –         | N/A       |
| 1996-97 | 40.    | 24.    | 47. | 52.       | –         |
| 1997-98 | 36.    | 22.    | 88. | –         | 44.       |
| 1998-99 | 5.     | 3      | 8.  | 3         | 6.        |
| 1999-00 | 10.    | 12.    | 10. | 7.        | 29.       |
| 2000-01 | 16.    | 21.    | N/A | 22.       | 31.       |
| 2001-02 | 18.    | N/A    | N/A | 16.       | 23.       |
| 2002/03 | 11.    | N/A    | N/A | 11.       | 10.       |
| 2003-04 | 31.    | N/A    | N/A | –         | 20.       |
| 2004-05 | 35.    | N/A    | N/A | 39.       | 49.       |
| 2005-06 | 60.    | N/A    | N/A | –         | –         |

Opomba: oznaka N/A pomeni da tekmovanja ni bilo na sporedu

### Zmage (1)
| Št. | Sezona  | Datum          | Prizorišče | Skakalnica                    | Velikost  |
| --- | ------- | -------------- | ---------- | ----------------------------- | --------- |
| 1.  | 1998-99 | 20. marec 1999 | Planica    | Letalnica bratov Gorišek K185 | Letalnica |